# Byczyna (Jaworzno)
Byczyna ist ein südöstlicher Stadtteil von Jaworzno in der Woiwodschaft Schlesien in Polen.

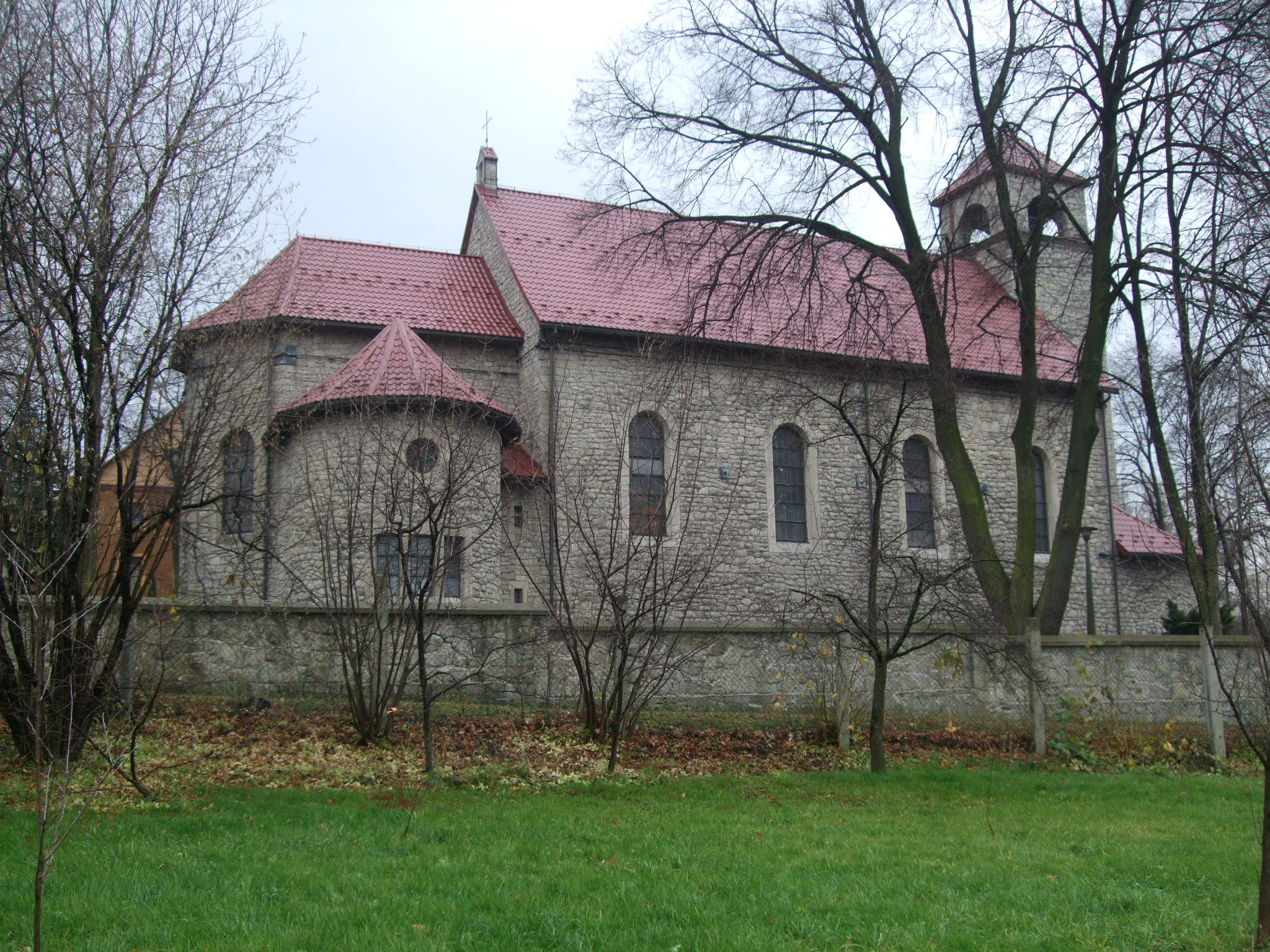
Ortskirche

## Geschichte
Der Ortsname ist vom Appellativ byczyna (Ort wo Stiere [polnisch byk] gezüchtet wurden) abgeleitet.
Im 12. Jahrhundert könnte das Gebiet zur Benediktinerabtei Tyniec gehört haben, damit im Zusammenhang tauchten erste Erwähnungen auf, deren Datierung in Frage gestellt wurde. Der Ort wurde nicht im Dokument von Gilo von Paris (wahrscheinlich aus den Jahren 1123–1125) benannt, aber es wurde in der 1229 erschienenen Päpstlichen Bulle als Bycina erwähnt, die auf Gilos Dokument beruhte. 1287 wurde es als Byczyna erwähnt, und zwar außer Chrzanów als überhaupt die einzige namentlich benannte Ortschaft der Kastellanei von Chrzanów, die im 13. Jahrhundert zeitweilig zum schlesischen Herzogtum Oppeln gehörte. In diesem Jahr wurde Byczyna an die Güter der Stadt Sławków der Krakauer Bischöfe angeschlossen.
Nach 1287 wurde die Kastellanei von Chrzanów nie mehr erwähnt und das Gebiet gehörte später zum Kreis Proszowice bzw. Kraków der Woiwodschaft Krakau im Königreich Polen (ab 1569 Adelsrepublik Polen-Litauen).
Bei der dritten Teilung Polens wurde es 1795 Teil des habsburgischen Kaiserreichs. In den Jahren 1815–1846 gehörte es zur Republik Krakau, 1846 wurde es als Teil des Großherzogtums Krakau wieder in die Länder des Kaisertums Österreich annektiert. Nach der Aufhebung der Patrimonialherrschaften bildete es eine Gemeinde im Gerichtsbezirk Jaworzno im Bezirk Chrzanów.
1900 hatte die Gemeinde Byczyna eine Fläche von 1235 Hektar, 265 Häuser mit 1711 Einwohnern (im Gutsgebiet zusätzlich 42), davon waren alle polnischsprachig, 1691 waren römisch-katholisch, es gab 20 Juden (plus 15 im Gutsgebiet).
In der Zwischenkriegszeit gehörte Byczyna zum Powiat Chrzanowski der Woiwodschaft Krakau. Nach der Volkszählung im Jahr 1921 hatte Byczyna 358 Häuser mit 2206 Einwohnern, die überwiegend römisch-katholische (2202) Polen (2205) waren. Beim Überfall auf Polen 1939 wurde das Gebiet von den Deutschen besetzt und dem Landkreis Krenau im neuen „Ostoberschlesien“ zugeordnet. 1975 wurde es an die neue Woiwodschaft Katowice angegliedert, zwei Jahre später folgte die Eingemeindung nach Jaworzno, gleichzeitig mit der Stadt Jeleń.
Das Dorf liegt im Gebiet des Zagłębie Krakowskie (Krakauer Bergbaurevier), aber erst in den letzten Jahren wurde ein Schacht der Zeche Zakład Górniczy Sobieski des Konzerns Tauron in Byczyna gebaut.